# Ko Arima
Ko Arima, född 22 augusti 1917 i Japan var en japansk fotbollsspelare.